# Chi phí hoạt động
Chi phí hoạt động hay opex là chi phí liên tục để vận hành một sản phẩm, doanh nghiệp hoặc hệ thống.  Đối tác của nó, chi phí vốn (capex), là chi phí phát triển hoặc cung cấp các bộ phận không tiêu thụ cho sản phẩm hoặc hệ thống.  Ví dụ, việc mua một máy photocopy liên quan đến capex, và chi phí giấy, mực, điện và bảo trì hàng năm đại diện cho opex.  Đối với các hệ thống lớn hơn như doanh nghiệp, opex cũng có thể bao gồm chi phí cho công nhân và chi phí cơ sở như tiền thuê nhà và các tiện ích.

## Tổng quan
Trong kinh doanh, chi phí hoạt động là chi phí hằng ngày như bán hàng và quản lý, hoặc nghiên cứu & phát triển, chứ không phải sản xuất, chi phí và giá cả.  Nói tóm lại, đây là số tiền mà doanh nghiệp bỏ ra để biến hàng tồn kho thành thông lượng.
Trên báo cáo thu nhập, "chi phí hoạt động" là tổng chi phí hoạt động của một doanh nghiệp trong một khoảng thời gian, chẳng hạn như một tháng hoặc năm.
Trong kế toán thông lượng, khía cạnh kế toán chi phí của lý thuyết về các ràng buộc (TOC), chi phí hoạt động là tiền chi tiêu để biến hàng tồn kho thành thông lượng.  Trong TOC, chi phí vận hành được giới hạn ở các chi phí thay đổi hoàn toàn với số lượng sản xuất, như nguyên liệu thô và các thành phần được mua.  Mọi thứ khác là chi phí cố định, bao gồm cả lao động (trừ khi có một cơ hội thường xuyên và đáng kể rằng người lao động sẽ không làm việc cả tuần khi họ báo cáo vào ngày đầu tiên của họ).
Trong bối cảnh bất động sản, chi phí hoạt động bao gồm chi phí liên quan đến vận hành và bảo trì một tài sản tạo thu nhập.
Chi phí hoạt động bao gồm:
- chi phí kế toán
- phí giấy phép
- bảo trì và sửa chữa, như dọn tuyết, dọn rác, dịch vụ bảo vệ, kiểm soát dịch hại và chăm sóc cỏ
- quảng cáo
- chi phí văn phòng
- vật tư
- phí luật sư và phí pháp lý
- tiện ích, chẳng hạn như điện thoại
- bảo hiểm
- quản lý tài sản, bao gồm một người quản lý cư dân
- thuế tài sản
- chi phí đi lại và phương tiện

Chi phí đi lại được định nghĩa là những chi phí phát sinh trong trường hợp du lịch cần thiết cho mục đích chuyên nghiệp. 
Với mục đích này, "du lịch" được định nghĩa là sự vắng mặt đồng thời khỏi nơi cư trú và từ nơi làm việc thường xuyên.  Nó được nhắc nhở bởi các mục đích chuyên nghiệp hoặc công ty và có thể không liên quan đến cuộc sống riêng tư của người đi du lịch, hoặc chỉ quan tâm đến nó ở một mức độ nhỏ.  Chi phí đi lại bao gồm chi phí đi lại và giá vé, chi phí ăn ở và được gọi là chi phí bổ sung cho các bữa ăn.
- hoa hồng cho thuê
- Tiền lương và tiền công

## Các điều khoản khác
Doanh thu thuần = tổng doanh thu - (chiết khấu, lợi nhuận và phụ cấp của khách hàng)
Lợi nhuận gộp = doanh thu thuần - giá vốn hàng bán
Lợi nhuận hoạt động = lợi nhuận gộp - tổng chi phí hoạt động
Lợi nhuận ròng = lợi nhuận hoạt động - thuế - lãi
Lợi nhuận ròng = doanh thu thuần - giá vốn hàng bán - chi phí hoạt động - thuế - lãi